# Majdan-Ołeksandriwśkyj
Majdan-Ołeksandriwśkyj (ukr. Майдан-Олександрівський) – wieś na Ukrainie, w obwodzie chmielnickim, w rejonie chmielnickim, w hromadzie Wińkowce. W 2001 roku liczyła 1107 mieszkańców.